# Guillaume Cairou
Guillaume Cairou, né le 22 avril 1973 à Meulan-en-Yvelines, est un entrepreneur français. Il est président de la Chambre de commerce et d’industrie des Yvelines et Conseiller du commerce extérieur de la France.
Le 14 avril 2023, la revue spécialisée Contexte révèle que Guillaume Cairou serait candidat à la présidence du MEDEF prévue en juillet 2023. Les jours suivants, le Journal du Dimanche et Le Figaro confirment cette candidature.

## Biographie

### Formation et début de carrière
Guillaume Cairou est originaire du Val-Fourré à Mantes-la-Jolie, dans le département des Yvelines. Il est diplômé en sciences physiques à l'Université Paris VI-Pierre et Marie Curie et en sciences de l’éducation à l’Université Paris-Descartes.
Il débute comme enseignant puis chargé de mission au ministère de l’Education nationale, avant de rejoindre le secteur de la formation et du conseil, où il est successivement responsable d’établissement puis directeur de projets de transformation pour le compte de grandes entreprises et d’administrations centrales, dont la Caisse des dépôts, la Société générale, EDF, VediorBis-Randstad ou encore le CNED.[réf. nécessaire]

### Carrière d’entrepreneur
Guillaume Cairou est président-directeur général et actionnaire majoritaire de la société Didaxis, une entreprise de taille intermédiaire qu’il fonde en août 2004. L’entreprise opère dans le secteur du portage salarial et des nouvelles formes d’emploi. Elle emploie plus de 1000 consultants partout en France.
Il préside la Fondation des Talents depuis 2019.[réf. nécessaire]

### Engagement patronal
Il devient président du Club des entrepreneurs en 2005, organisation qui revendique plus de 18000 membres depuis sa création.
Depuis 2007, il est administrateur de la Fédération des entreprises de portage salarial, syndicat patronal représentatif de la branche, qu’il a présidé de 2013 à 2018.[réf. nécessaire]
Il s’engage à CroissancePlus en 2007, puis au MEDEF, où il a occupé plusieurs mandats locaux et nationaux, notamment au sein de la commission Entrepreneuriat, croissance des TPE/PME et du comité liaison Défense du MEDEF national.[réf. nécessaire]
Depuis 2017, il préside l’Observatoire du travail indépendant, cercle de réflexion dédié au futur du travail, aux côtés de personnalités telles que Jean-Hervé Lorenzi, Hervé Novelli et l'avocate Emmanuelle Barbara.[source insuffisante]
Le 24 novembre 2021, il est élu président de la Chambre de commerce et d'industrie des Yvelines et vice-président de la Chambre de commerce et d’industrie d’Ile de France.
Le 17 avril 2023, il annonce sa candidature à la présidence du MEDEF,, élection dont les résultats seront annoncés le 6 juillet 2023.

## Autres activités
Guillaume Cairou est Conseiller du Commerce extérieur de la France depuis 2018,.
Il est membre du conseil d’administration de Citallios et du comité stratégique de la Société du Grand Paris.[réf. nécessaire]
Il est par ailleurs lieutenant-colonel de la réserve citoyenne de la Gendarmerie nationale.[réf. nécessaire]

## Publications
Guillaume Cairou est l’auteur de plusieurs ouvrages sur l’entrepreneuriat :
- Créer son entreprise, Jacob-Duvernet, 2011 (ISBN 978-2-847-24436-6)
- Tous indépendants, Cherche midi, 2017 (ISBN 978-2-749-15579-1)
- Startup République, Cherche midi, 2018 (ISBN 978-2-749-15840-2)
- Changez de job, changez de vie, Cherche midi, 2020 (ISBN 978-2-749-16527-1)
- Tous entrepreneurs !, Cherche midi, 2021 (ISBN 978-2-749-17160-9)

## Décorations
Chevalier de l'ordre national du Mérite au titre de « président d'un réseau d'entreprises » (2022),